# Most Wiktora Emanuela I w Turynie
Most Wiktora Emanuela I w Turynie (wł. Ponte Vittorio Emanuele, także: Ponte di piazza Vittorio lub Ponte di Pietra) – zabytkowy most na rzece Pad, zlokalizowany w centrum Turynu (Włochy, Piemont), pomiędzy Piazza Vittorio Veneto a Piazza Gran Madre di Dio i kościołem pod tym samym wezwaniem, na przedłużeniu Via Po.

## Historia

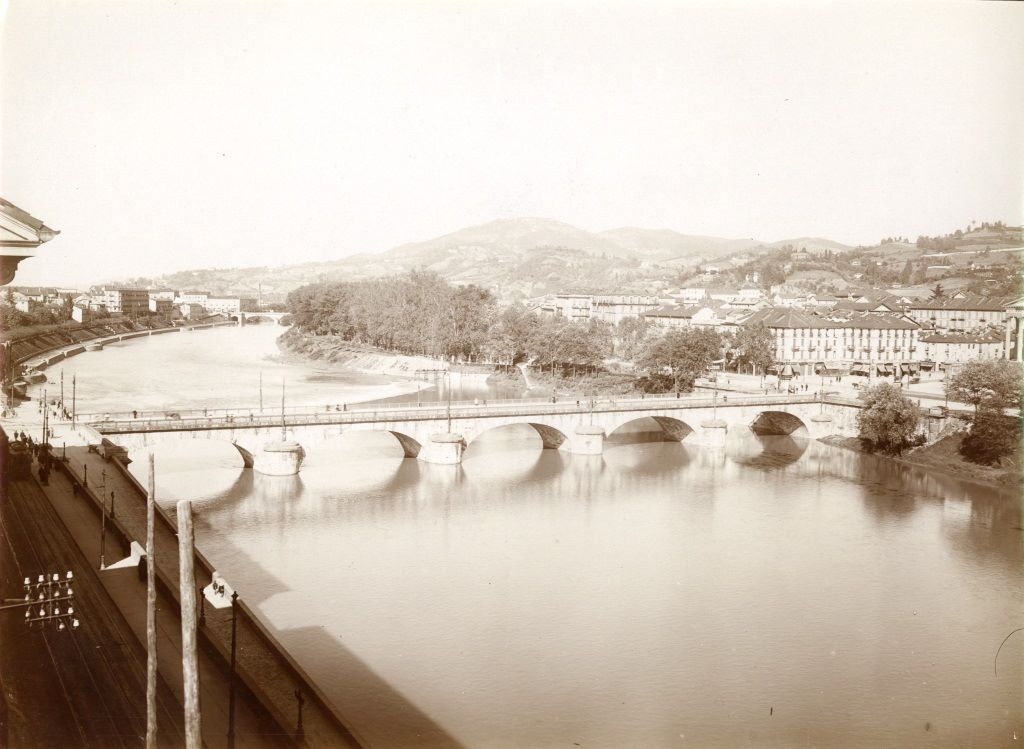
Zdjęcie z 1923

Obiekt jest najstarszym z istniejących w mieście mostów i pierwszym kamiennym. W przeszłości był punktem wjazdowym do miasta z drogi genueńskiej, natomiast obecnie stanowi połączenie pomiędzy Piazza Vittorio Veneto a dzielnicami mieszkalnymi na wzgórzach za rzeką.
Prace rozpoczęto 22 listopada 1810, czemu towarzyszyła uroczysta ceremonia. Budowę mostu o długości 150 metrów i szerokości 12,9 metra zrealizował Charles Mallet na podstawie projektu Clauda-Yvesa Josepha La Ramée Pertinchampa, we współpracy z inżynierem Pellegrinim na zarządzenie Napoleona z 1807 (francuska okupacja miasta). Wzniesienie wygodnej przeprawy wymusił rozwój stolicy Królestwa Sardynii, która rozbudowywała się w stronę Padu (Via Po) i dalej, gdzie znajdowały się wówczas tereny podmiejskie. Wcześniej istniał tutaj most drewniany. W trakcie budowy zmieniły się warunki polityczne – Napoleon został wygnany na Elbę, a do miasta powrócił król Wiktor Emanuel I. Mimo że starał się likwidować wszelkie pamiątki po Francuzach, to jednak postanowił dokończyć budowę przeprawy, do czego doszło w 1814.
Mostem przebiega linia tramwajowa.

## Legenda
Z mostem wiąże się legenda, według której ma być w nim ukryty skarb.